# Ilson de Jesus Montanari
Ilson de Jesus Montanari (Sertãozinho, 18 juli 1959) is een Braziliaans geestelijke van de Rooms-Katholieke Kerk en een curiesecretaris.
Ilson de Jesus Montanari studeerde rechtsgeleerdheid en economie in Brazilië, en theologie aan de pauselijke Universiteit Gregoriana in Rome. Hij werd op 18 augustus 1989 tot priester gewijd. Van 1990 tot 1994 doceerde hij theologie aan het seminarie van Uberaba. Van 1993 tot 2002 was hij kanselier, en daarna pastoraal coördinator, van het aartsbisdom Ribeirão Preto. Daarna werd hij bisschoppelijk vicaris.
In 2008 trad hij in dienst van de Romeinse Curie, waar hij werkte bij de Congregatie voor de Bisschoppen. Op 12 oktober 2013 werd hij benoemd tot secretaris van deze congregatie, en tot titulair aartsbisschop van Caput Cilla; zijn bisschopswijding vond plaats op 7 november 2013. Traditioneel is deze functionaris ook secretaris van het College van Kardinalen. Op 28 januari 2014 werd hij als zodanig benoemd.